# جوزيبي دي فالكو
جوزيبي دي فالكو (بالإيطالية: Giuseppe De Falco)‏ هو سياسي إيطالي، ولد في 1 يوليو 1908 في إيطاليا، وتوفي في 25 سبتمبر 1955. حزبياً، نشط في Common Man's Front ‏. وقد انتخب member of the Constituent Assembly of Italy ‏ وانتخب عضو مجلس النواب في الجمهورية الإيطالية.